# Kabasz Uspanow
Kabasz Raspajewicz Uspanow (ros. Кабаш Распаевич Успанов, ur. 4 marca?/17 marca 1915 w aule Azgir w guberni astrachańskiej, zm. 21 listopada 1970) – polityk i działacz partyjny Kazachskiej SRR.

## Życiorys
Do 1935 uczył się na fakultecie robotniczym w Astrachaniu, po czym został instruktorem i sekretarzem komitetu wykonawczego burlińskiej rady rejonowej w obwodzie zachodniokazachstańskim, 1937-1938 był nauczycielem w szkole podstawowej, a 1938-1939 I sekretarzem burlińskiego rejonowego komitetu Komsomołu. Należał do WKP(b), 1939-1942 był przewodniczącym komitetu wykonawczego burlińskiej rady obwodowej, w 1942 I sekretarzem burlińskiego rejonowego komitetu Komunistycznej Partii (bolszewików) Kazachstanu, później kierownikiem Wydziału Sowchozowego Zachodniokazachstańskiego Komitetu Obwodowego KP(b)K. Następnie był II sekretarzem Zachodniokazachstańskiego Komitetu Obwodowego KP(b)K, a 1945-1946 II sekretarzem Komitetu Obwodowego KP(b)K w Dżambule (obecnie Taraz), 1946-1949 studiował w Wyższej Szkole Partyjnej przy KC WKP(b), po czym został sekretarzem Komitetu Obwodowego KP(b)K w Aktiubińsku. Od 1951 do stycznia 1952 był II sekretarzem Południowokazachstańskiego Komitetu Obwodowego KP(b)K, od stycznia 1952 do 1954 przewodniczącym Komitetu Wykonawczego Północnokazachstańskiej Rady Obwodowej, 1954-1958 przewodniczącym Komitetu Wykonawczego Południowokazachstańskiej Rady Obwodowej, a 1958-1961 szefem Głównego Zarządu ds. Zaopatrzenia Przedsiębiorstw Spożywczych przy Państwowym Komitecie Planowania Rady Ministrów Kazachskiej SRR. Od 1961 do 1965 był szefem Celińskiego Krajowego Zarządu Zapasów, 1965-1967 wiceministrem przemysłu produktów zbożowych i paszowego Kazachskiej SRR, a od 1967 wiceministrem budownictwa rolnego Kazachskiej SRR.

## Odznaczenia
- Order Lenina
- Order Wojny Ojczyźnianej I klasy
- Order „Znak Honoru”